# تطور النباتات
إن تطور النبات هو مجموعة فرعية من الظواهر التطورية التي تهتم بتطور النباتات. وهذه الظواهر التطورية هي خصائص الكائنات التي نستطيع وصفها وتوضيحها بالمتوسط والوسيط والتوزيعات والطرق والأساليب الإحصائية الأخرى. وهذا ما يميز تطور النبات عن علم تشكل النبات، وهو فرع من البيولوجيا التطورية التي تختص بالتغيرات التي تمر بها هذه الكائنات خلال دورة حياتها. تحاول دراسة تطور النبات شرح طريقة نشأة التنوع الحالي للنباتات على مدار الزمن الجيولوجي. ويشمل ذلك دراسة التغير الوراثي أو الطفرات وما ينتج عنها من تباين، والذي غالباً ما يؤدي إلى حدوث الانتواع، وهو أحد أهم أنواع التشعب التطوري في علم التصنيف والذي يطلق عليه اسمه “كلاد” أو الفرع الحيوي. يُطلق على وصف الانتواع مصطلح علم الوراثة العرقي، وغالباً ما يُمثّل بنوع من المخططات يدعى شجرة تطور السلالات.

## اتجاهات تطورية
إن الاختلافات بين فسيولوجيا (علم وظائف الأعضاء) النبات والحيوان وبين التكاثر تسبب اختلافات بسيطة في كيفية تطورها.
يتمثل أحد الاختلافات الرئيسية في طبيعة قوة نفاذية الخلايا النباتية أو كما يطلق عليها قدرة الخلية، مما يتيح لها التكاثر بسهولة أكبر من معظم الحيوانات. كما أنها قادرة على امتلاك أكثر من مجموعتين متماثلتين من الكروموسومات، أو ما يُعرف باسم تعدد الصيغ الصبغية –حيث يورّث الآباء أكثر من مجموعتين من الكروموسومات. ويسمح ذلك بحدوث دفعاتٍ سريعة نسبياً من التطور، عن طريق تأثير تكرار الجينات مثلاً. كما أن الفترات الطويلة من السُبات التي تستغلها بذور النباتات تجعلها أقل عرضة للانقراض، حيث يمكنها أن “تلزم مكانها” في الفترات الصعبة وتنتظر حتى أوقات أكثر اعتدالاً للعودة مرة أخرى إلى الحياة.
يتجلى تأثير هذه الاختلافات بشكل أكثر وضوحاً خلال أحداث الانقراض. حيث كان لهذه الأحداث، والتي قضت على نحو 6 إلى 62% من فصائل الحيوانات البرية، تأثيرٌ “ضئيل” على فصائل النباتات. ومع ذلك، أُعيد ترتيب هيكل النظام البيئي بشكل واضح، مع تغير انتشار وتوزيع مجموعات النبات المختلفة بشكل كبير. ربما كانت هذه الآثار ناتجة عن تنوع أكبر داخل الفصائل، حيث كان الانقراض –الذي شاع على مستوى الأنواع –انتقائياً للغاية. فعلى سبيل المثال، عاشت الأنواع الملقحة بالرياح بشكل أفضل من الأصانيف الأخرى الملقحة بالحشرات، كما فُقدت الأنواع المتخصصة عموماً [1]. وبشكل عام، كانت الأصانيف الباقية على قيد الحياة نادرة قبل الانقراض، مما يوحي بأن هذه الأصانيف كانت لا اختصاصية، وكانت منافساً ضعيفاً عندما كانت ظروف الحياة أسهل، لكنها ازدهرت عندما انقرضت المجموعات المتخصصة وتركت المشكاوات البيئية خالية.

## التركيب الضوئي

### البكتيريا الزرقاء وتطور عملية التركيب الضوئي
بقيت البكتيريا الزرقاء منتجات أولية بشكل أساسي خلال دهر الطلائع الذي امتد من 2500 إلى 543 مليون سنة مضت. ويرجع ذلك جزئياً إلى تفضيل بنية الأكسدة والاختزال في المحيطات للمؤثرات الضوئية القادرة على تثبيت النيتروجين [بحاجة لمصدر]. انضمت الطحالب الخضراء إلى البكتيريا الزرقاء، حيث أصبحت هي الأخرى منتجاً أولياً ورئيسياً في المنحدرات القارية في فترة قريبة من نهاية دهر الطلائع. سمح التشعب التطوري للسوطيات الدوارة والـ coccolithophorids والدياتومات (كائن بحري أحادي الخلية) بإجراء الإنتاج الأولي في شكله الحديث، وذلك في حقبة الحياة الوسطى قبل 248 إلى 65 مليون سنة. تظل البكتيريا الزرقاء حيوية للنظم البيئية البحرية باعتبارها منتجاً أولياً في الأوساط المحيطية وكعوامل لتثبيت النيتروجين الحيوي، وفي شكل معدّل، باعتبارها عضيات صانعة للطحالب البحرية.

### التعايش وأصل صانعات اليخضور
تتشابه البلاستيدات الخضراء مع البكتيريا الزرقاء في العديد من النواحي، كالكروموسوم الدائري والريبوسوم بدائي النواة. كما تتشابه أيضاً بالبروتينات الموجودة في مركز التفاعل الضوئي. تفترض نظرية نشوء التعايشي أن خلايا حقيقات النوى قد اكتسبت البكتيريا الضوئية (عن طريق الإدخال الخلوي) من أولى الخلايا النباتية. لذا ربما كانت البلاستيدات الخضراء عبارة عن بكتيريا ضوئية تتكيف مع الحياة داخل الخلايا النباتية. لا تزال البلاستيدات الخضراء تمتلك الحمض النووي الخاص بها، كالميتوكوندريا على سبيل المثال، منفصلة عن الحمض النووي لخلايا النباتات المضيفة، والجينات الموجودة في DNA البلاستيدات الخضراء تشبه تلك الموجودة في البكتيريا الزرقاء. فالحمض النووي في البلاستيدات الخضراء هو شيفرات لبروتينات تفاعلات الأكسدة والاختزال مثل مراكز التفاعل الضوئي. تقترح فرضية CoRR أن هذا الموقع المشترك مطلوب من أجل تنظيم عملية الأكسدة والاختزال.

### تطور تنظيم عملية النسخ في النباتات
تلعب عوامل النسخ والشبكات التنظيمية الناسخة أدواراً رئيسية في تشكل النبات واستجابات الإجهاد، وكذلك في تطورها. أثناء ظهور النباتات على سطح اليابسة، ظهرت العديد من فصائل عوامل النسخ الجديدة والتي وُصلت إلى شبكات التطور متعددة الخلايا وكذلك التكاثر ونمو الأعضاء، مما ساهم في تخلق النباتات البرية بشكل أكثر تعقيداً.